# Port de Sant Jordi d'Alfama
El Port de Sant Jordi d'Alfama, o Port Esportiu Marina Sant Jordi, és una port esportiu de la costa de les Terres de l'Ebre, situat al port natural de Cala Llisses, al municipi de l'Ametlla de Mar (Baix Ebre), entre el Port de Calafat i el Port de l'Ametlla de Mar. N'és el titular l'organisme de Ports de la Generalitat, i el gestiona l'empresa Calafat, SA, del Port de Calafat. Disposa de 139 amarraments per a embarcacions de fins a 16 metres d'eslora. La bocana té una amplada de 26 metres, i un calat de 3 metres, amb un calat interior de 2,4 metres. Disposa d'aparcament, rampa, aigua potable i electricitat, així com de servei de vigilància les 24 hores.